# Iron Maiden: Flight 666
Iron Maiden: Flight 666 (tłum. Iron Maiden: Lot 666) – film dokumentalny produkcji brytyjsko/kanadyjskiej opowiadający o heavymetalowej grupie Iron Maiden i ich trasie koncertowej Somewhere Back in Time World Tour, która miała miejsce w lutym i marcu 2008 roku.
Flight 666 był współtworzony przez Toronto-based Banger Productions, znanego z filmów dokumentalnych|film dokumentalny Metal: A Headbanger’s Journey i Global Metal. Film został nakręcony w High-definition a ścieżka dźwiękowa została stworzona przez Kevina Shirleya (który pracuje wraz z zespołem od prac nad albumem Brave New World wydanego w 2000 roku). Dystrybutorem filmu jest EMI (poza USA, gdzie dystrybucją zajmuje się Universal Music Group). Film pojawił się w kinach 21 kwietnia 2009 roku. Na DVD i Blu-Ray został wypuszczony w Poniedziałek 25 maja (w Kanadzie i USA 9 czerwca). Ścieżka dźwiękowa była dostępna w sprzedaży od 22 maja w oficjalnym sklepie zespołu.
Dysk pierwszy zawiera 112. minutowy film o trasie koncertowej podczas której zespół przemierzył 50 000 mil grając 23 koncerty na 5 kontynentach w ciągu 45 dni. Jednym z „bohaterów” filmu jest Boeing 757 nazywany Ed Force One, który został specjalnie przystosowany do potrzeb muzyków. Samolot na pokładzie mieści zespół, całą obsługę oraz 12 ton sprzętu scenicznego. Za sterami Ed Force One zasiadł wokalista Iron Maiden, Bruce Dickinson, posiadający wszelkie uprawnienia pilota, i będący kapitanem w czynnej służbie linii lotniczych Astraeus. Drugi dysk zawiera koncert trwający 104 minuty.

## Ścieżka dźwiękowa
Źródło
CD 1
1. „Churchill’s Speech”
2. „Aces High”
3. „2 Minutes to Midnight”
4. „Revelations”
5. „The Trooper”
6. „Wasted Years”
7. „The Number of the Beast”
8. „Can I Play with Madness”
9. „Rime of the Ancient Mariner”

CD 2
1. „Powerslave”
2. „Heaven Can Wait”
3. „Run to the Hills”
4. „Fear of the Dark”
5. „Iron Maiden”
6. „Moonchild”
7. „The Clairvoyant”
8. „Hallowed Be Thy Name”

## Obsada
- Steve Harris – gitara basowa, wokal wspierający
- Bruce Dickinson – wokal
- Dave Murray – gitara
- Adrian Smith – gitara, wokal wspierający
- Janick Gers – gitara
- Nicko McBrain – perkusja
- Michael Kenney – instrumenty klawiszowe podczas koncertów

## Nagrody
- 2009: SXSW Film Festival, kat.:
  - 24 Beats per Second[1]

## Pozycje na listach
| Lista                | Kraj              | Pozycja |
| -------------------- | ----------------- | ------- |
| Billboard 200        | Stany Zjednoczone | 34      |
| MegaCharts           | Holandia          | 50      |
| Media Control Charts | Niemcy            | 6       |
| Ö3 Austria Top 40    | Austria           | 36      |
| Schweizer Hitparade  | Szwajcaria        | 24      |
| OLiS                 | Polska            | 15      |
| SNEP                 | Francja           | 30      |

| Lista                   | Kraj       | Pozycja |
| ----------------------- | ---------- | ------- |
| MegaCharts              | Holandia   | 3       |
| Ö3 Austria Top 10 DVD   | Austria    | 1       |
| Schweizer Hitparade     | Szwajcaria | 1       |
| SNEP                    | Francja    | 3       |
| Suomen virallinen lista | Finlandia  | 1       |